# 2층 버스

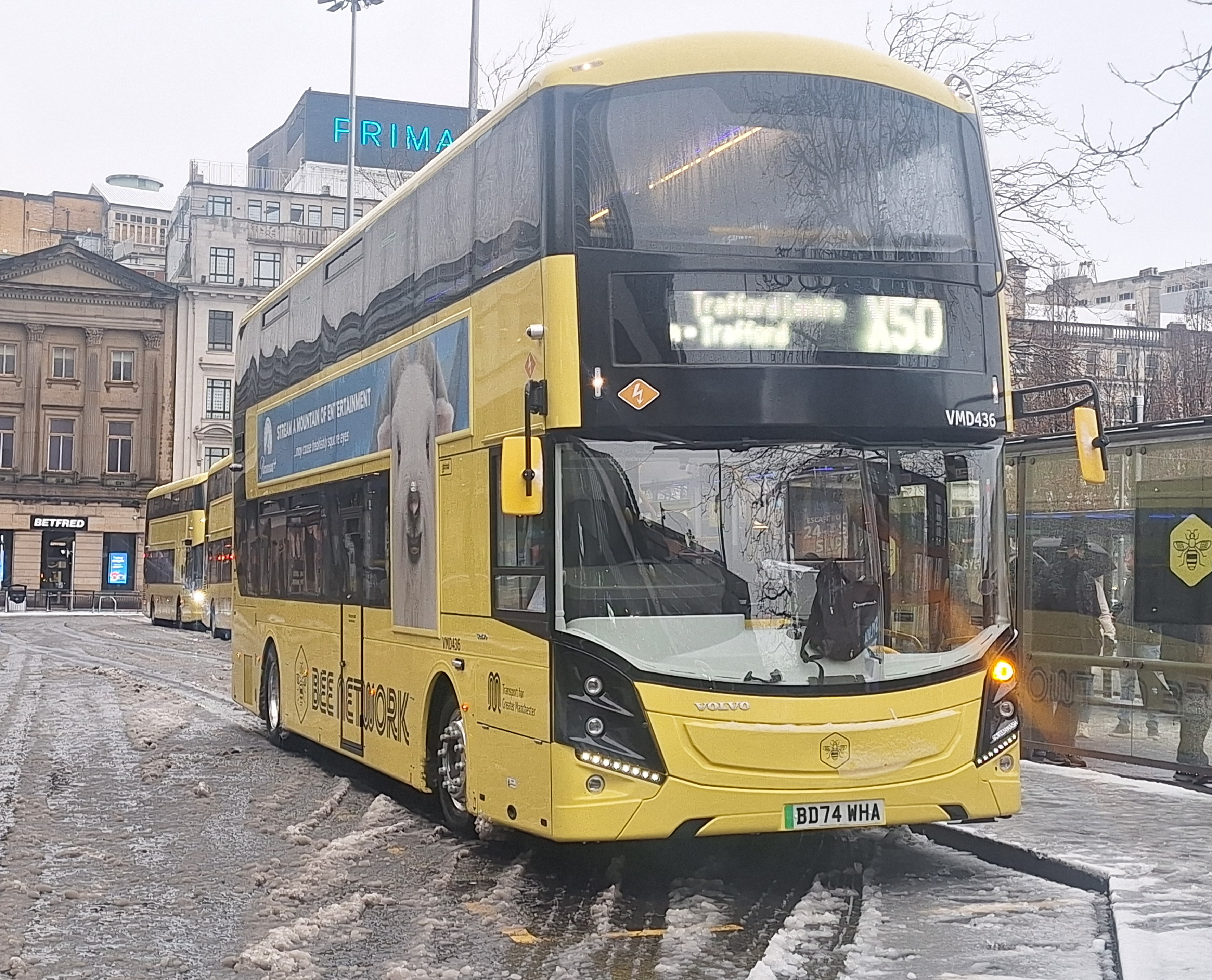
영국 맨체스터의 2층 버스. 볼보 BZL 가 대표적이다.

2층 버스(二層 - , 영어: double-decker bus, double-deck bus)는 일반적인 단층의 버스와는 달리 복층으로 이루어져 있는 버스로서, 많은 사람을 실어 나를 때 사용된다. 2층 버스가 많은 나라로 영국이 가장 잘 알려져 있으며, 그 외의 여러 국가에서도 다양한 용도로 사용된다.

## 장·단점
많은 사람을 수송할 수 있다는 점에 있어서는 굴절버스하고 비슷하며, 탑승 가능 인원이 동일한 경우를 기준으로 굴절 버스에 비해 차량의 길이를 짧게 할 수 있는 장점은 있으나 2층에서의 승하차 승객 동선이 길어지고 차량의 높은 높이로 인해 상대적으로 낮게 설치된 도로 시설물의 통과가 어려워 운행 지장을 많이 받게 되는 큰 단점이 있다.

## 운행 사례

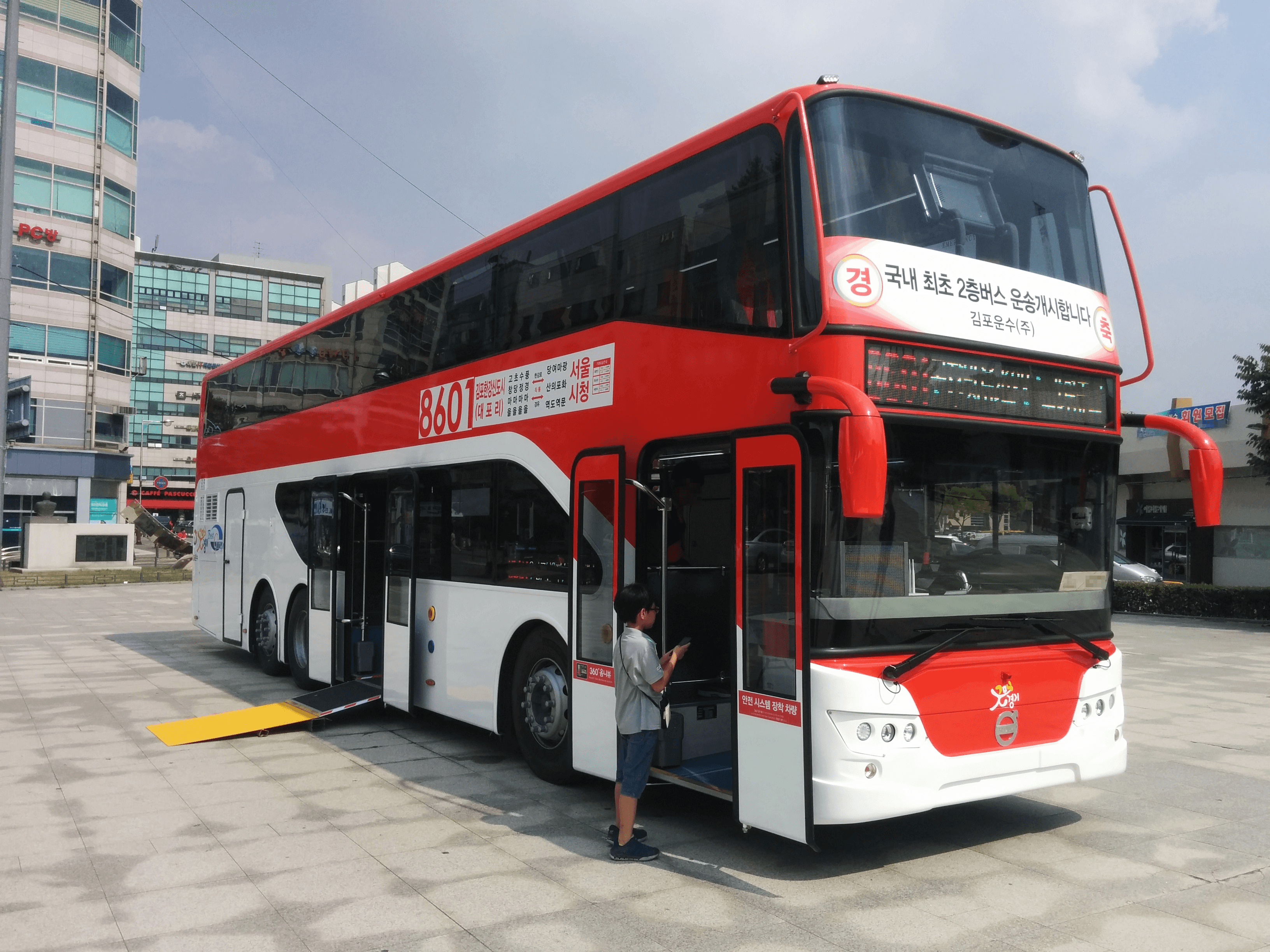
대한민국의 광역버스 노선에 투입되는 볼보 B8RLE 2층 버스.

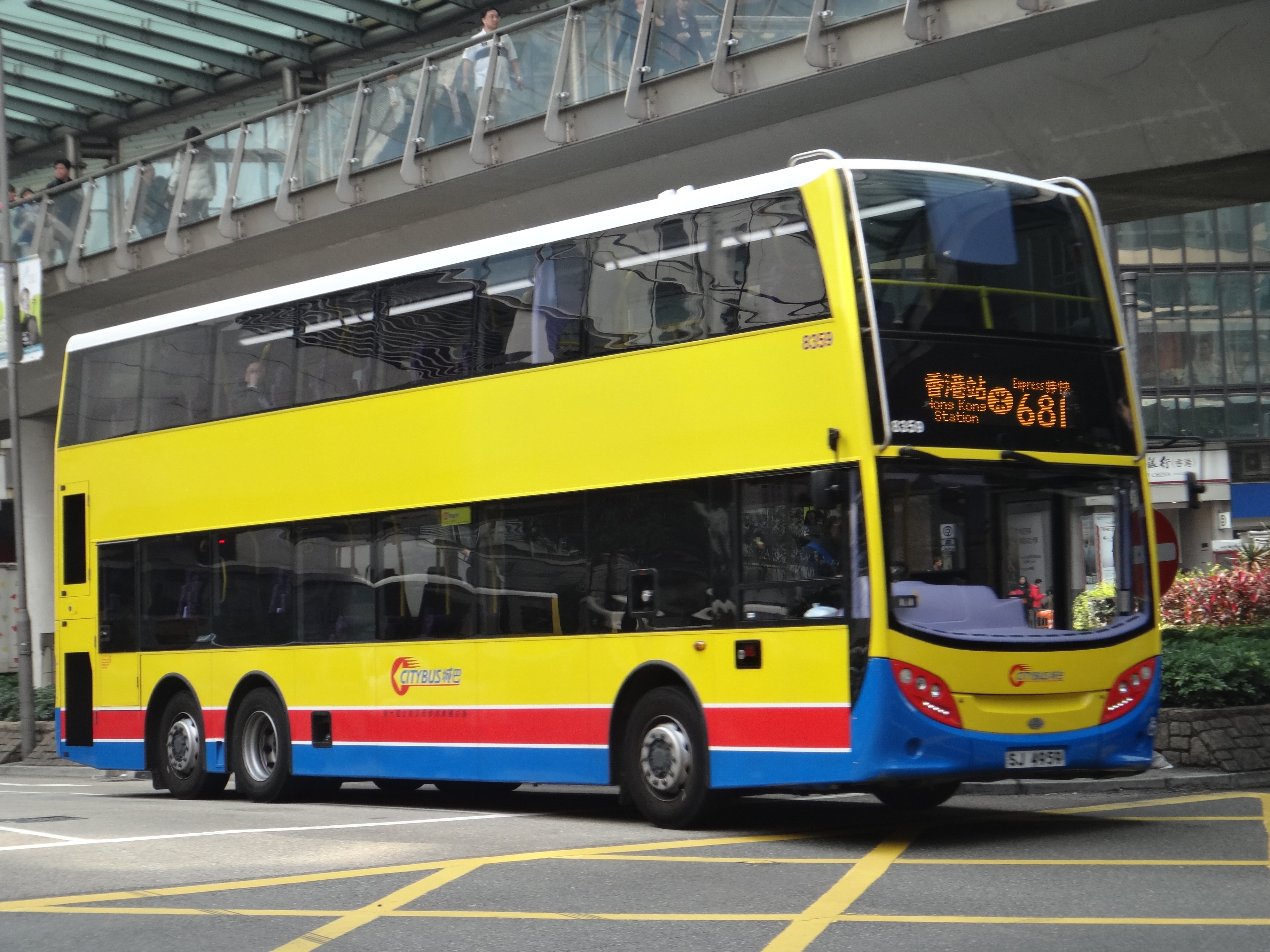
홍콩 Citybus에서 운행중인 2층 버스의 모습. 외형은 한국에서 시범 운행할 당시의 2층 버스 차량인 인바이로 500 차량의 LHT 버전으로, 홍콩 지역에서만 운행되고 있으며 퇴역 후에는 인도, 파키스탄, 호주 등지로 수출된다.

### 영국
red London bus 즉, 루트마스터 버스를 운행 중이다.

### 대한민국
- 서울특별시에서 1991년 9월 30일부터 서울시청 ~ 과천 간 노선에 승차인원 90명 수준의 2층 버스를 3대 투입하여 시험 운행하였으나, 차량의 높이가 도로 시설물들의 높이제한보다 높아 정식 운행은 성사되지 못하였다.[1]

- 2010년 4월 29일부터 부산에서 네오플란사의 2층 버스를 부산시티투어버스로 도입해 현재까지 운행하고 있다.[2] 또한 현재는 오픈탑 2층 버스도 운행하고 있다.

- 2011년 경기도에서 '2층 버스' 시범운행을 했지만 사실상 어려움이 많고 그중 버스 가격이 높아서 해외에서 생산하는 2층 버스는 대당 7억원으로, 국내 기존 버스 1억6000만원의 4배를 넘는다. 국내 생산을 해야 가격을 낮출 수 있는데 제조업체 측은 일정량 이상의 수요와 정부지원을 기대하고 있다.[3]

- 2014년 12월 9일부터 2층 외제 버스인 알렉산더 데니스사의 엔바이로 500을 출고하여 직행좌석버스, 광역급행버스 노선에서[4] 시범운행을 시작하였다.

- 볼보버스의 B8RLE 섀시를 기반으로 한 2층 버스를 출고하여 2015년 10월 22일부터 8601번을 시작으로 정식 운행을 시작하였으며, 또한 일부는 만트럭버스코리아에서 출고해서 정식 운행을 시작하였다.

- 현대자동차의 일렉시티 더블데커 2층 전기버스를 출고하여 2021년 4월 26일부터 M6450번에 투입되었다.

### 홍콩
홍콩에도 영국의 영향을 받아 오래 전부터 2층 버스가 이미 운행 중인 것으로 보인다. 홍콩은 국토가 협소한 지형 특성상 2층 버스가 홍콩 시민들의 발 역할을 하는 버스로 알려져 있으며, 현재 홍콩에서는 모든 운수회사에서 2층 버스를 운행하고 있다. 자세한 사항은 홍콩의 버스 문서를 참고.

### 태국
태국에서는 대형 교통사고를 유발시키는 2층 버스의 운행에 대한 금지가 추진된다. 그래서 안전 문제를 이유로 자국 내에서 운행중인 주요 장거리 버스 노선에서 운행하고 있는 2층 버스 대신 한국에서 운행하고 있는 자일대우 BX, 현대 유니버스, 기아 그랜버드 등과 같은 차량을 장거리 노선으로 투입시키는 것을 대안으로 제시되어 있기 때문이다. 이로 인해 태국에 운행중인 2층 버스 2대를 현대 유니버스 같은 차량 3대로 교체하는 것이 대안으로 제시된다. 랏끌라오 수완키리 정부 부대변인에 따르면, 현재 허가를 받은 버스의 면허의 만기가 도래하면 갱신하지 않겠다고 선언한 바 있다. 이유는 지난 2023년 12월 5일, 쁘라추업키리칸주에서 달리던 2층 버스가 도로를 벗어나 나무와 충돌하여 14명의 목숨을 앗아가고, 32명의 부상자를 발생시키는 사고가 있기 때문이다.

## 사진

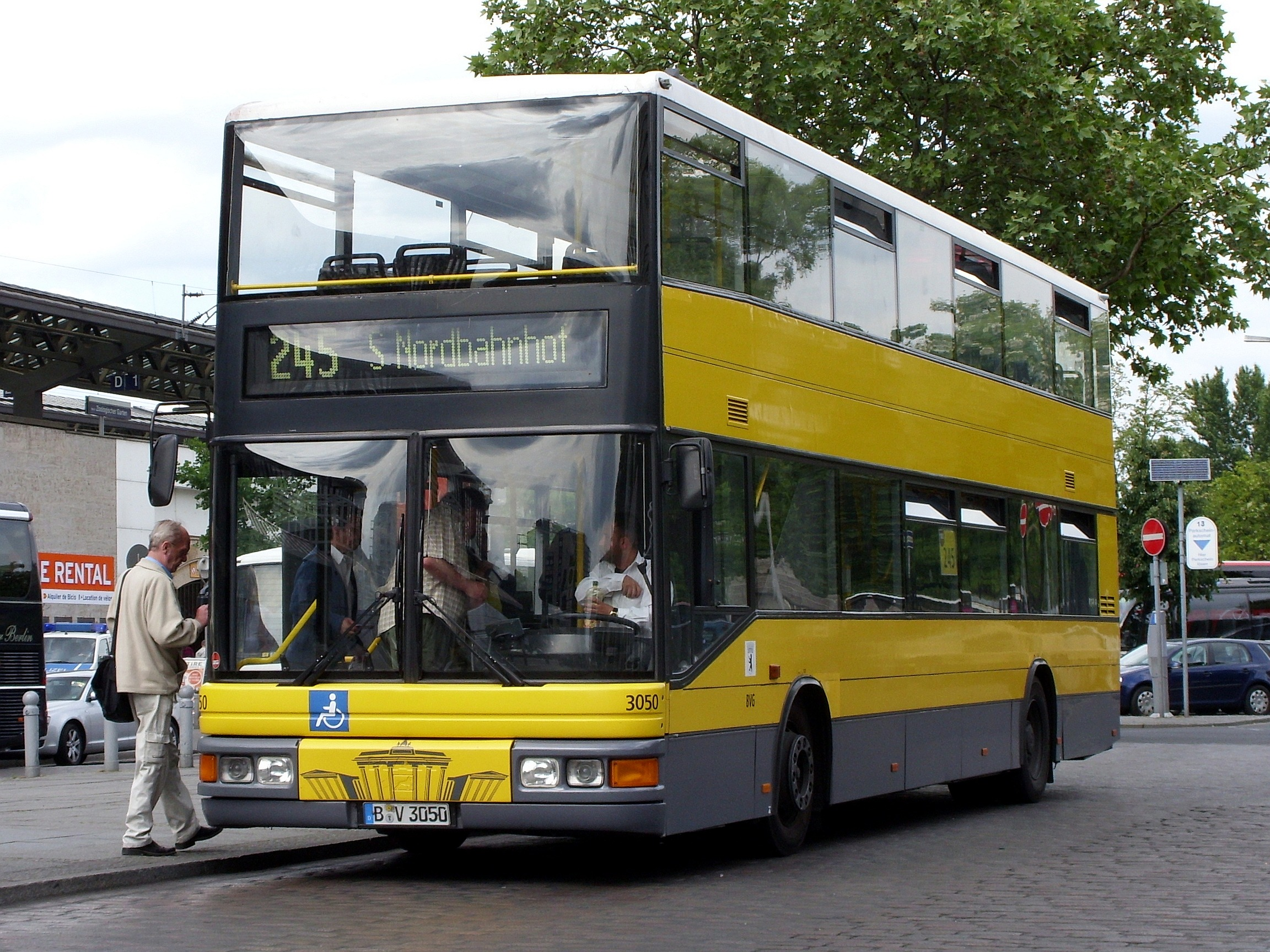
독일 베를린의 MAN 2층 버스 [ 모델명 : ND202 ]
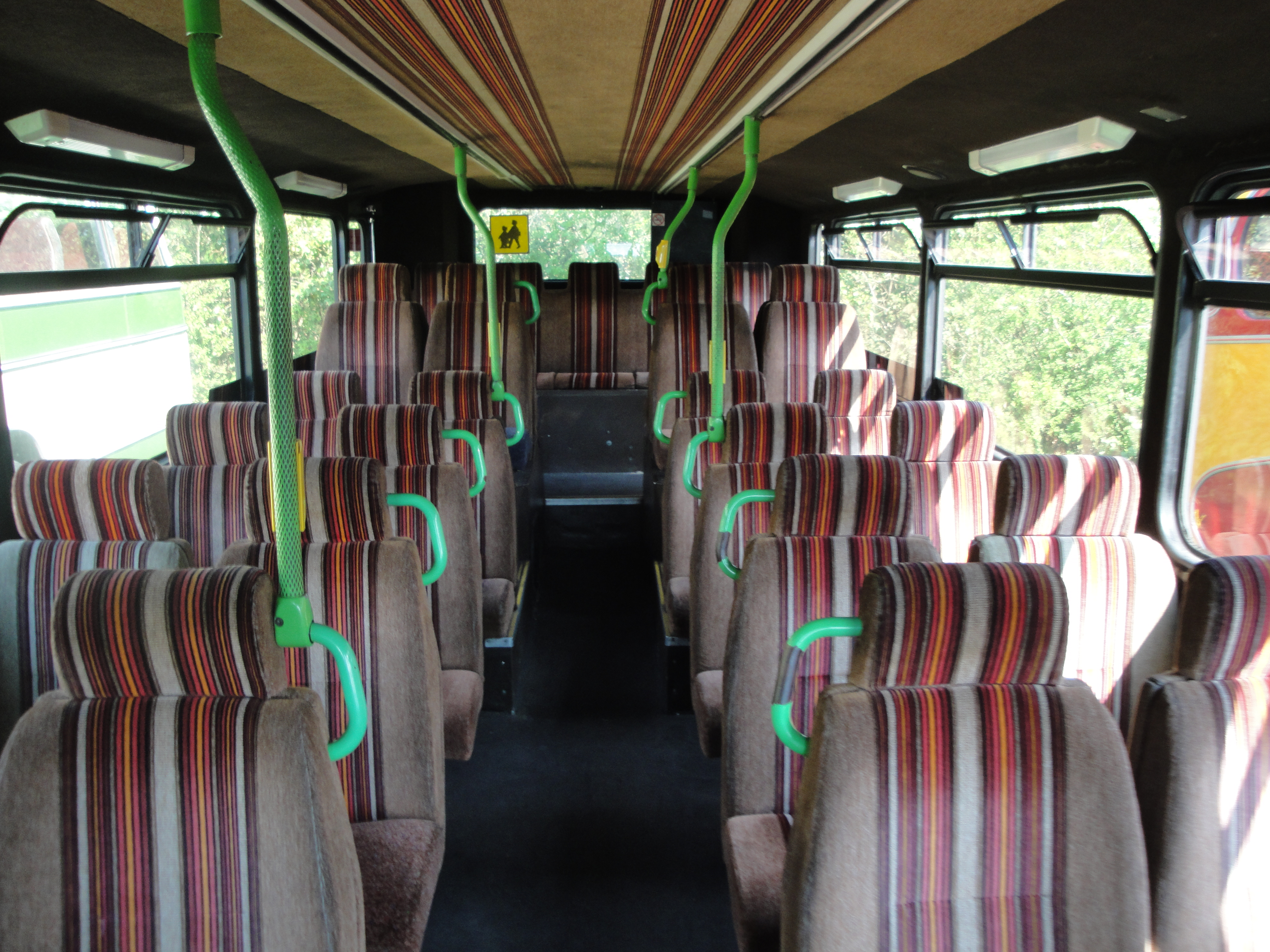
볼보 올림피안 2층 버스의 실내(1층)
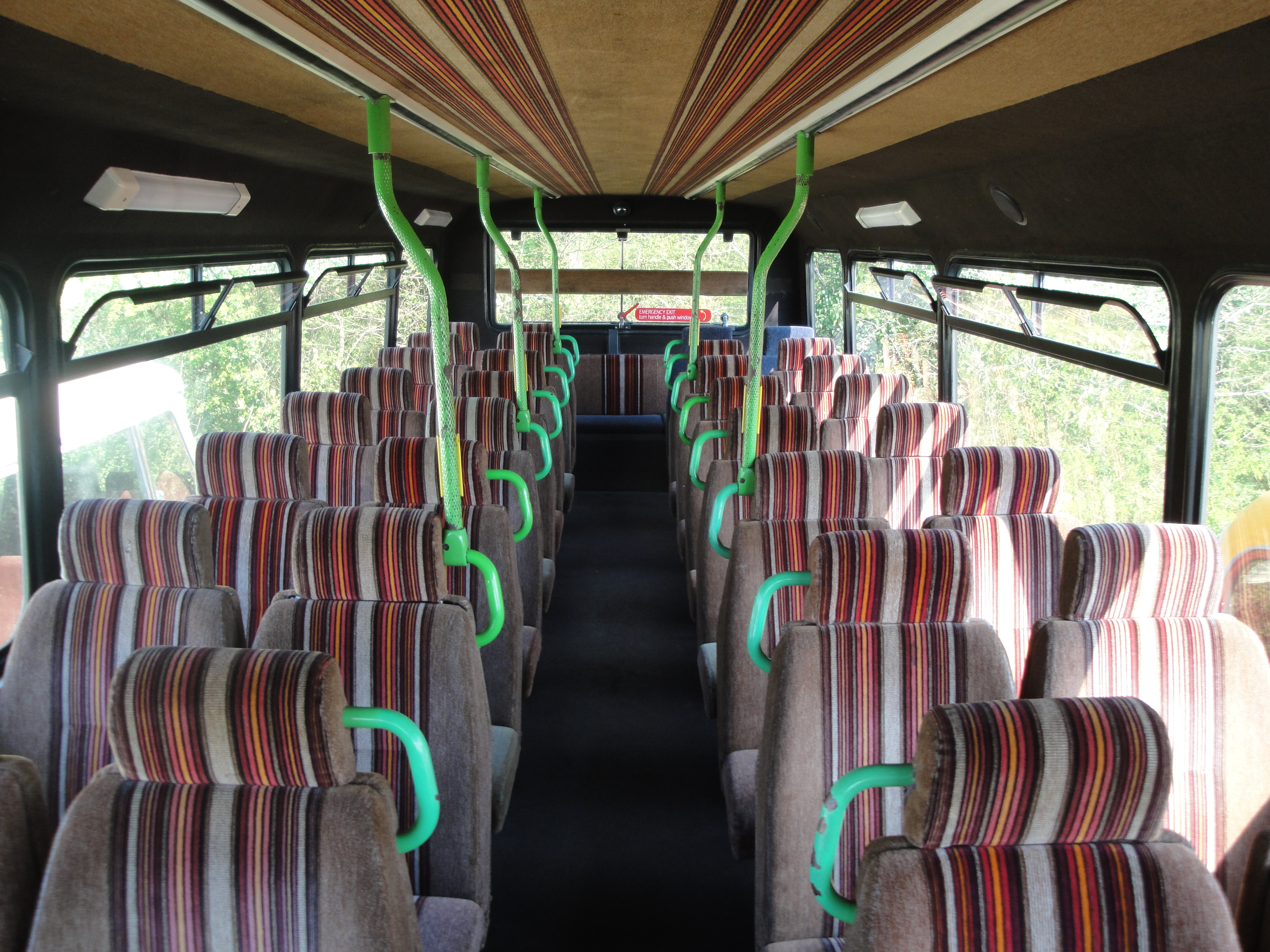
볼보 올림피안 2층 버스의 실내(2층)
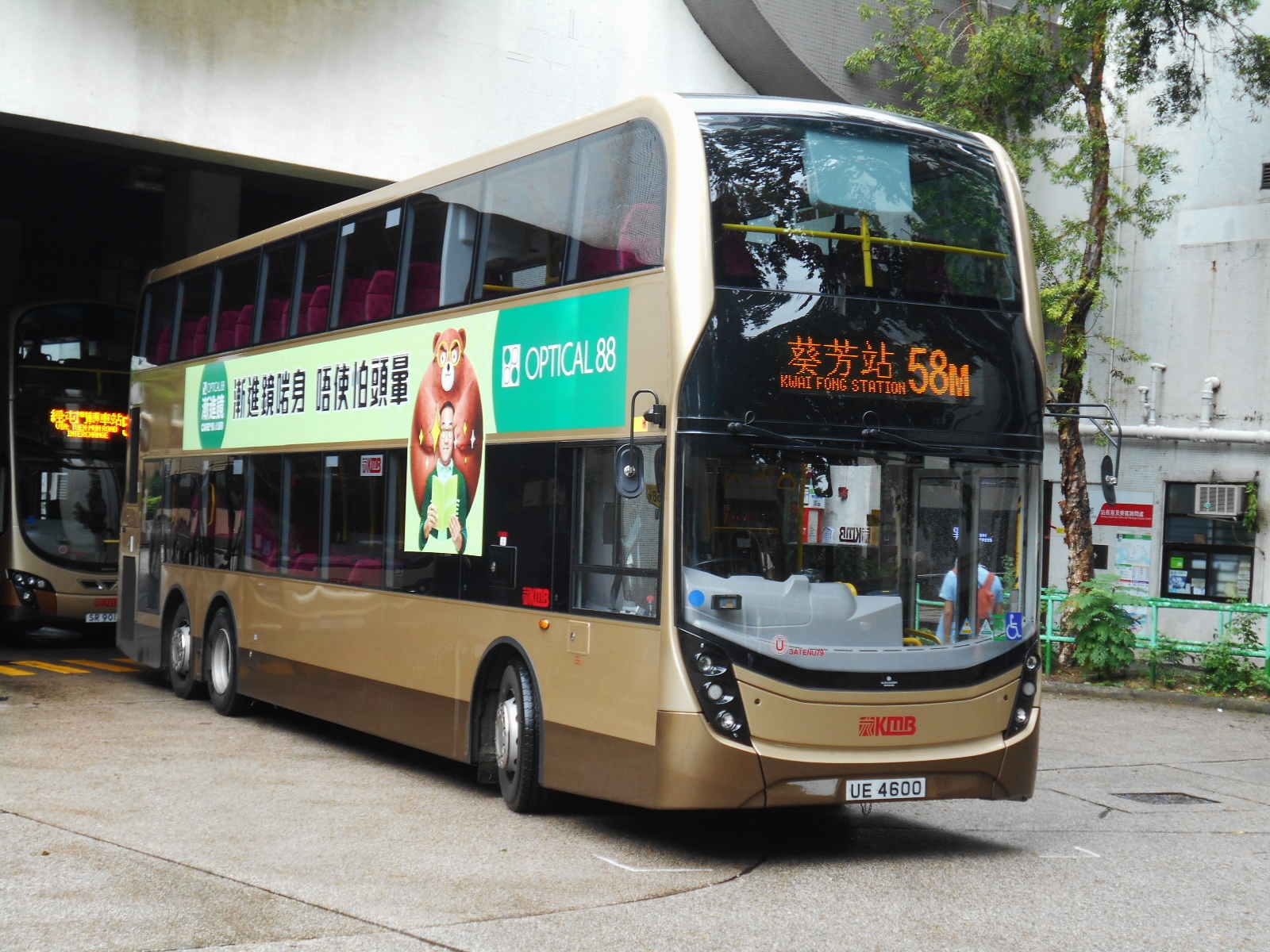
홍콩의 2층 버스 [ 모델명 : Alexander Dennis Enviro 500 MMC ]

## 같이 보기
- 굴절버스